# گردنه آلاتاو
گردنه آلاتاو (به ترکی اویغوری: ئالاتاﯞ ئﯧغﯩزی، به چینی: 阿拉山口) شهری در سین کیانگ چین واقع بر مرز قزاقستان هست. جمعیت این شهر ۱۰۰۰۰ نفر می‌باشد. فرودگاه فرودگاه بول آلاشانکوو در نزدیکی این شهر قرار دارد.